# Urbinella palmeri
Urbinella palmeri Greenm. è una pianta della famiglia delle Asteracee, endemica del Messico. È l'unica specie del genere Urbinella.

## Tassonomia
Fa parte della sottotribù Pectidinae, raggruppamento che la classificazione tradizionale colloca all'interno della tribù Heliantheae e che la moderna classificazione filogenetica attribuisce alle Tageteae.